# Belgium a 2000. évi nyári olimpiai játékokon
Belgium az ausztráliai Sydneyben megrendezett 2000. évi nyári olimpiai játékok egyik részt vevő nemzete volt. Az országot az olimpián 16 sportágban 68 sportoló képviselte, akik összesen 5 érmet szereztek.

## Érmesek
| Érem  | Versenyző                        | Sportág      | Versenyszám              |
| ----- | -------------------------------- | ------------ | ------------------------ |
| Ezüst | Étienne De Wilde Matthew Gilmore | Kerékpározás | Férfi madison            |
| Ezüst | Filip Meirhaeghe                 | Kerékpározás | Férfi terep-kerékpározás |
| Bronz | Ann Simons                       | Cselgáncs    | Női légsúly              |
| Bronz | Gella Vandecaveye                | Cselgáncs    | Női váltósúly            |
| Bronz | Els Callens Dominique Van Roost  | Tenisz       | Női páros                |

## Asztalitenisz
Férfi
| Versenyző                        | Versenyszám | Selejtező         | Csoportkör | Csoportkör | 32-es főtábla                                          | Nyolcaddöntő                                       | Negyeddöntő       | Elődöntő          | Döntő             | Helyezés |
| Versenyző                        | Versenyszám | Ellenfél Eredmény | Ellenfél Eredmény | Hely.      | Ellenfél Eredmény                                      | Ellenfél Eredmény                                  | Ellenfél Eredmény | Ellenfél Eredmény | Ellenfél Eredmény | Helyezés |
| -------------------------------- | ----------- | ----------------- | --- | ---------- | ------------------------------------------------------ | -------------------------------------------------- | ----------------- | ----------------- | ----------------- | -------- |
| Jean-Michel Saive                | Egyes       |                   | erőnyerő | erőnyerő   | Petr Korbel (CZE) · 21–11, 21–13, 21–17 ·              | Jan-Ove Waldner (SWE) · 14–21, 21–19, 18–21, 15–21 | kiesett           | kiesett           | kiesett           | 9.       |
| Philippe Saive                   | Egyes       |                   | P csoport · Augusto Morales (CHI) · 21–10, 21–8, 21–11 · Javhen Scsacinyin (BLR) · 18–21, 21–18, 21–19, 22–20                        | 1.         | Liu Guozheng (CHN) · 14–21, 16–21, 21–18, 21–17, 15–21 | kiesett                                            | kiesett           | kiesett           | kiesett           | 17.      |
| Jean-Michel Saive Philippe Saive | Páros       | erőnyerő          | E csoport · Japán (JPN) · Iszeki Szeikó · Taszaki Tosio · 10–21, 11–21 · Chile (CHI) · Augusto Morales · Jorge Gambra · 21–18, 21–14 | 2.         |                                                        | kiesett                                            | kiesett           | kiesett           | kiesett           | 17.      |

## Atlétika
Férfi
| Versenyző        | Versenyszám | Előfutam | Előfutam | Előfutam | Elődöntő | Elődöntő | Elődöntő | Döntő         | Döntő         |
| Versenyző        | Versenyszám | Idő      | Hely.    | Össz.    | Idő      | Hely.    | Össz.    | Idő           | Helyezés      |
| ---------------- | ----------- | -------- | -------- | -------- | -------- | -------- | -------- | ------------- | ------------- |
| Nathan Kahan     | 800 m       | 1:47,69  | 6.       | 26.      | kiesett  | kiesett  | kiesett  | kiesett       | kiesett       |
| Mohammed Mourhit | 10 000 m    | 27:45,75 | 4.       | 4.       |          |          |          | nem ért célba | nem ért célba |
| Jonathan N'Senga | 110 m gát   | 13,57    | 3.       | 11.      | 13,73    | 6.       | 18.**    | kiesett       | kiesett       |

| Versenyző     | Versenyszám   | Selejtező | Selejtező | Döntő    | Döntő    |
| Versenyző     | Versenyszám   | Eredmény  | Helyezés  | Eredmény | Helyezés |
| ------------- | ------------- | --------- | --------- | -------- | -------- |
| Thibaut Duval | Rúdugrás      | 555 cm    | 22.**     | kiesett  | kiesett  |
| Erik Nys      | Távolugrás    | 752 cm    | 37.       | kiesett  | kiesett  |
| Jo Van Daele  | Diszkoszvetés | 60,93 m   | 22.       | kiesett  | kiesett  |

Női
| Versenyző         | Versenyszám | Előfutam | Előfutam | Előfutam | Elődöntő | Elődöntő | Elődöntő | Döntő         | Döntő         |
| Versenyző         | Versenyszám | Idő      | Hely.    | Össz.    | Idő      | Hely.    | Össz.    | Idő           | Helyezés      |
| ----------------- | ----------- | -------- | -------- | -------- | -------- | -------- | -------- | ------------- | ------------- |
| Sandra Stals      | 800 m       | 2:02,33  | 4.       | 20       | kiesett  | kiesett  | kiesett  | kiesett       | kiesett       |
| Veerle Dejaeghere | 1500 m      | 4:10,68  | 4.       | 18.      | 4:07,87  | 6.       | 13.      | kiesett       | kiesett       |
| Marleen Renders   | Maraton     |          |          |          |          |          |          | nem ért célba | nem ért célba |

** - két másik versenyzővel azonos eredményt ért el

## Cselgáncs
Férfi
| Versenyző           | Versenyszám | Selejtező                             | 32-es főtábla               | Nyolcaddöntő                        | Negyeddöntő                      | Elődöntő          | Vigaszág első kör | Vigaszág negyeddöntő              | Vigaszág elődöntő | Bronz- mérkőzés   | Döntő             | Helyezés    |
| Versenyző           | Versenyszám | Ellenfél Eredmény                     | Ellenfél Eredmény           | Ellenfél Eredmény                   | Ellenfél Eredmény                | Ellenfél Eredmény | Ellenfél Eredmény | Ellenfél Eredmény                 | Ellenfél Eredmény | Ellenfél Eredmény | Ellenfél Eredmény | Helyezés    |
| ------------------- | ----------- | ------------------------------------- | --------------------------- | ----------------------------------- | -------------------------------- | ----------------- | ----------------- | --------------------------------- | ----------------- | ----------------- | ----------------- | ----------- |
| Cédric Taymans      | Légsúly     | Brandan Greczkowski (USA) · 0010-0010 | kiesett                     | kiesett                             | kiesett                          | kiesett           |                   |                                   |                   |                   |                   | helyezetlen |
| Harry Van Barneveld | Nehézsúly   | erőnyerő                              | Ko Kjongdu (KOR) · 1100-xxx | Abdullo Tangriyev (UZB) · 1021-0021 | David Douillet (FRA) · 0010-1000 |                   |                   | Selim Tataroğlu (TUR) · 0010-1010 | kiesett           | kiesett           |                   | 9.          |

Női
| Versenyző         | Versenyszám  | Selejtező                           | Nyolcaddöntő                     | Negyeddöntő                            | Elődöntő                   | Vigaszág első kör                  | Vigaszág negyeddöntő              | Vigaszág elődöntő                | Bronz- mérkőzés                     | Döntő             | Helyezés    |
| Versenyző         | Versenyszám  | Ellenfél Eredmény                   | Ellenfél Eredmény                | Ellenfél Eredmény                      | Ellenfél Eredmény          | Ellenfél Eredmény                  | Ellenfél Eredmény                 | Ellenfél Eredmény                | Ellenfél Eredmény                   | Ellenfél Eredmény | Helyezés    |
| ----------------- | ------------ | ----------------------------------- | -------------------------------- | -------------------------------------- | -------------------------- | ---------------------------------- | --------------------------------- | -------------------------------- | ----------------------------------- | ----------------- | ----------- |
| Ann Simons        | Légsúly      | Hayet Rouini (TUN) · 0011-0000      | Jenny Hill (AUS) · 0102-0100     | Anna-Maria Gradante (GER) · 0001-0001  |                            |                                    | Mariana Martins (BRA) · 0010-0000 | Amarilys Savón (CUB) · 0101-0010 | Csha Hjonhjang (PRK) · 0012-0011    |                   |             |
| Inge Clement      | Harmatsúly   | Salima Souakri (ALG) · 0001-0120    | kiesett                          | kiesett                                | kiesett                    |                                    |                                   |                                  |                                     |                   | helyezetlen |
| Marisabel Lomba   | Könnyűsúly   | Rose Marie Kouaho (CIV) · 1001-0010 | Orit Bar-On (ISR) · 0011-0001    | Driulys González (CUB) · 0001-0011     |                            |                                    | Barbara Harel (FRA) · 0110-1001   | kiesett                          | kiesett                             |                   | 9.          |
| Gella Vandecaveye | Váltósúly    | erőnyerő                            | Csi Gjongszun (PRK) · 1000-0001  | Li Shufang (CHN) · 0000-0000           |                            |                                    | Olga Artamonova (KGZ) · 1100-0000 | Vânia Ishii (BRA) · 1000-0000    | Anja von Rekowski (GER) · 1020-0000 |                   |             |
| Ulla Werbrouck    | Középsúly    | erőnyerő                            | Úrsula Martín (ESP) · 0000-0001  |                                        |                            | Andrea Pažoutová (CZE) · 0110-0001 | Ueno Maszae (JPN) · 0200-0001     | Edith Bosch (NED) · 0010-0001    | Cso Minszon (KOR) · 0000-0100       |                   | 5.          |
| Heidi Rakels      | Félnehézsúly | Karin Kienhuis (NED) · 0000-0000    | Akissi Monney (CIV) · 1010-0000  | Emanuela Pierantozzi (ITA) · 0200-0000 | Tang Lin (CHN) · 0010-0111 |                                    |                                   |                                  | Simona Richter (ROU) · 0000-0011    |                   | 5.          |
| Brigitte Olivier  | Nehézsúly    | Beatriz Martín (ESP) · 1000-0000    | Mara Kovačević (SCG) · 0010-0000 | Daima Beltrán (CUB) · 0000-1000        |                            |                                    | Kim Szonjong (KOR) · 0000-1100    | kiesett                          | kiesett                             |                   | 9.          |

## Evezés
Férfi
| Versenyző                                                 | Versenyszám   | Előfutam | Előfutam | Vigaszág | Vigaszág | Elődöntő | Elődöntő | Elődöntő | Döntő | Döntő   | Döntő | Helyezés |
| Versenyző                                                 | Versenyszám   | Idő      | Hely.    | Idő      | Hely.    | Típus    | Idő      | Hely.    | Típus | Idő     | Hely. | Helyezés |
| --------------------------------------------------------- | ------------- | -------- | -------- | -------- | -------- | -------- | -------- | -------- | ----- | ------- | ----- | -------- |
| Stijn Smulders Arnaud Duchesne Luc Goiris Björn Hendrickx | Négypárevezős | 5:56,79  | 4.       | 6:10,11  | 3.       | A/B      | 5:56,36  | 5.       | B     | 5:54,17 | 3.    | 9.       |

## Íjászat
Férfi
| Versenyző      | Versenyszám | Selejtező | Selejtező | 64-es főtábla                         | 32-es főtábla                        | Nyolcaddöntő      | Negyeddöntő       | Elődöntő          | Döntő             | Helyezés |
| Versenyző      | Versenyszám | Pont      | Kiemelt   | Ellenfél Eredmény                     | Ellenfél Eredmény                    | Ellenfél Eredmény | Ellenfél Eredmény | Ellenfél Eredmény | Ellenfél Eredmény | Helyezés |
| -------------- | ----------- | --------- | --------- | ------------------------------------- | ------------------------------------ | ----------------- | ----------------- | ----------------- | ----------------- | -------- |
| Nico Hendrickx | Egyéni      | 640       | 10.       | Jubzang Jubzang (BHU) (55.) · 162-156 | Vagyim Sikarev (KAZ) (23.) · 151-154 | kiesett           | kiesett           | kiesett           | kiesett           | 27.      |

## Kajak-kenu

### Síkvízi
Férfi
| Versenyző  | Versenyszám        | Előfutam | Előfutam | Előfutam | Elődöntő | Elődöntő | Elődöntő | Döntő   | Döntő    |
| Versenyző  | Versenyszám        | Idő      | Hely.    | Össz.    | Idő      | Hely.    | Össz.    | Idő     | Helyezés |
| ---------- | ------------------ | -------- | -------- | -------- | -------- | -------- | -------- | ------- | -------- |
| Bob Maesen | Kajak egyes 1000 m | 3:37,587 | 3.       | 8.       | 3:43,147 | 5.       | 15.      | kiesett | kiesett  |

## Kerékpározás

### Hegyi-kerékpározás
| Versenyző            | Versenyszám        | Idő                   | Helyezés      |
| -------------------- | ------------------ | --------------------- | ------------- |
| Filip Meirhaeghe     | Férfi terepverseny | 2:10:05,51 (+1:03,01) |               |
| Roel Paulissen       | Férfi terepverseny | 2:16:54,82 (+7:52,32) | 19.           |
| Peter Van Den Abeele | Férfi terepverseny | nem ért célba         | nem ért célba |

### Országúti kerékpározás
Férfi
| Versenyző          | Versenyszám   | Idő             | Helyezés |
| ------------------ | ------------- | --------------- | -------- |
| Axel Merckx        | Mezőnyverseny | 5:30:37 (+1:29) | 12.      |
| Nico Mattan        | Mezőnyverseny | 5:30:46 (+1:38) | 33.      |
| Marc Wauters       | Mezőnyverseny | 5:30:46 (+1:38) | 67.      |
| Rik Verbrugghe     | Mezőnyverseny | 5:30:46 (+1:38) | 71.      |
| Peter Van Peteghem | Mezőnyverseny | 5:36:14 (+7:06) | 79.      |

Női
| Versenyző           | Versenyszám   | Idő             | Helyezés |
| ------------------- | ------------- | --------------- | -------- |
| Heidi Van De Vijver | Mezőnyverseny | 3:06:31 (+0:00) | 8.       |
| Cindy Pieters       | Mezőnyverseny | 3:06:31 (+0:00) | 20.      |
| Vanja Vonckx        | Mezőnyverseny | 3:12:40 (+6:09) | 40.      |

### Pálya-kerékpározás
Pontversenyek
| Név                              | Versenyszám       | Pont | Körhátrány | Helyezés |
| -------------------------------- | ----------------- | ---- | ---------- | -------- |
| Matthew Gilmore                  | Férfi pontverseny | 6    | -2         | 15.      |
| Étienne De Wilde Matthew Gilmore | Férfi madison     | 22   | 0          |          |

## Lovaglás
Díjugratás
| Versenyző         | Ló        | Versenyszám | Selejtező | Selejtező | Selejtező | Selejtező | Selejtező | Selejtező | Selejtező | Selejtező | Döntő  | Döntő  | Döntő  | Döntő  | Végeredmény | Végeredmény |
| Versenyző         | Ló        | Versenyszám | 1. kör    | 1. kör    | 2. kör    | 2. kör    | 2. kör    | 3. kör    | 3. kör    | 3. kör    | 1. kör | 1. kör | 2. kör | 2. kör | Végeredmény | Végeredmény |
| Versenyző         | Ló        | Versenyszám | Bünt.     | Hely.     | Bünt.     | Össz.     | Hely.     | Bünt.     | Össz.     | Hely.     | Bünt.  | Hely.  | Bünt.  | Hely.  | Bünt.       | Helyezés    |
| ----------------- | --------- | ----------- | --------- | --------- | --------- | --------- | --------- | --------- | --------- | --------- | ------ | ------ | ------ | ------ | ----------- | ----------- |
| Ludo Philippaerts | Otterongo | Egyéni      | 16,00     | 49.       | 8,00      | 24,00     | 45.       | 8,00      | 32,00     | 42.       | 4,00   | 5.     | 4,00   | 5.     | 8,00        | 4.*         |

Lovastusa
| Versenyző                                                                 | Ló                                                 | Versenyszám | Díjlovaglás | Díjlovaglás | Tereplovaglás | Tereplovaglás | Tereplovaglás | Díjugratás | Díjugratás | Végeredmény | Végeredmény |
| Versenyző                                                                 | Ló                                                 | Versenyszám | Bünt.       | Hely.       | Bünt.         | Hely.         | Össz.         | Bünt.      | Hely.      | Bünt.       | Helyezés    |
| ------------------------------------------------------------------------- | -------------------------------------------------- | ----------- | ----------- | ----------- | ------------- | ------------- | ------------- | ---------- | ---------- | ----------- | ----------- |
| Bruno Goyens de Heusch                                                    | Graceland Cavalier                                 | Egyéni      | 53,20       | 26.         | nem ért célba | nem ért célba | nem ért célba | kiesett    | kiesett    | kiesett     | kiesett     |
| Kurt Heyndrickx Constantin Van Rijckevorsel Carl Bouckaert Karin Donckers | Archimedes Withcote Nellie Urbane Des Pins Gormley | Csapat      | 160,40      | 7.          | nem ért célba | 1297,00       | 10.           | nem indult | nem indult | 2121,20     | 9.          |

* - négy másik versenyzővel azonos eredményt ért el

## Sportlövészet
Női
| Versenyző  | Versenyszám | Selejtező | Selejtező | Döntő   | Döntő    |
| Versenyző  | Versenyszám | Pont      | Helyezés  | Pont    | Helyezés |
| ---------- | ----------- | --------- | --------- | ------- | -------- |
| Anne Focan | Trap        | 67        | 3.*       | 88      | 4.       |
| Anne Focan | Dupla trap  | 99        | 7.        | kiesett | kiesett  |

* - egy másik versenyzővel azonos eredményt ért el

## Súlyemelés
Férfi
| Versenyző        | Versenyszám | Szakítás | Szakítás | Lökés    | Lökés    | Összesen | Helyezés |
| Versenyző        | Versenyszám | Eredmény | Helyezés | Eredmény | Helyezés | Összesen | Helyezés |
| ---------------- | ----------- | -------- | -------- | -------- | -------- | -------- | -------- |
| François Demeure | 69 kg       | 140,0    | 13.      | 170,0    | 11.*     | 310,0    | 12.      |

Női
| Versenyző     | Versenyszám | Szakítás | Szakítás | Lökés    | Lökés    | Összesen | Helyezés |
| Versenyző     | Versenyszám | Eredmény | Helyezés | Eredmény | Helyezés | Összesen | Helyezés |
| ------------- | ----------- | -------- | -------- | -------- | -------- | -------- | -------- |
| Ingeborg Marx | 58 kg       | 77,5     | 12.*     | 100,0    | 11.*     | 177,5    | 11.      |

* - egy másik versenyzővel azonos eredményt ért el

## Tenisz
Női
| Versenyző                       | Versenyszám | 64-es főtábla                     | 32-es főtábla                                                    | Nyolcaddöntő                                                     | Negyeddöntő                                                                       | Elődöntő                                                             | Bronz- mérkőzés                                                                   | Döntő             | Helyezés |
| Versenyző                       | Versenyszám | Ellenfél Eredmény                 | Ellenfél Eredmény                                                | Ellenfél Eredmény                                                | Ellenfél Eredmény                                                                 | Ellenfél Eredmény                                                    | Ellenfél Eredmény                                                                 | Ellenfél Eredmény | Helyezés |
| ------------------------------- | ----------- | --------------------------------- | ---------------------------------------------------------------- | ---------------------------------------------------------------- | --------------------------------------------------------------------------------- | -------------------------------------------------------------------- | --------------------------------------------------------------------------------- | ----------------- | -------- |
| Dominique Van Roost             | Egyes       | Adriana Gerši (CZE) · 6–1, 6–1    | Anasztaszija Miszkina (RUS) · 6–2, 6–3                           | Silvia Farina Elia (ITA) · 6–1, 7–5                              | Szeles Mónika (USA) · 0–6, 2–6                                                    | kiesett                                                              | kiesett                                                                           | kiesett           | 5.       |
| Sabine Appelmans                | Egyes       | Sonya Jeyaseelan (CAN) · 7–5, 6–2 | María Alejandra Vento-Kabchi (VEN) · 6–2, 6–2                    | Amanda Coetzer (RSA) · 3–6, 1–6                                  | kiesett                                                                           | kiesett                                                              | kiesett                                                                           | kiesett           | 9.       |
| Els Callens                     | Egyes       | Aszagoe Sinobu (JPN) · 6–0, 6–4   | Fabiola Zuluaga (COL) · 3–6, 2–6                                 | kiesett                                                          | kiesett                                                                           | kiesett                                                              | kiesett                                                                           | kiesett           | 17.      |
| Els Callens Dominique Van Roost | Páros       |                                   | Horvátország (CRO) · Iva Majoli · Silvija Talaja · 6–2, 5–7, 6–2 | Szlovákia (SVK) · Karina Habšudová · Janette Husárová · 6–3, 6–2 | Venezuela (VEN) · Milagros Sequera · María Alejandra Vento-Kabchi · 4–6, 7–5, 6–4 | Egyesült Államok (USA) · Serena Williams · Venus Williams · 4–6, 1–6 | Fehéroroszország (BLR) · Volha Barabanscsikava · Natallja Zverava · 4–6, 6–4, 6–1 |                   |          |

## Tollaslabda
| Versenyző    | Versenyszám | Selejtező         | 32-es főtábla                       | Nyolcaddöntő      | Negyeddöntő       | Elődöntő          | Döntő             | Helyezés |
| Versenyző    | Versenyszám | Ellenfél Eredmény | Ellenfél Eredmény                   | Ellenfél Eredmény | Ellenfél Eredmény | Ellenfél Eredmény | Ellenfél Eredmény | Helyezés |
| ------------ | ----------- | ----------------- | ----------------------------------- | ----------------- | ----------------- | ----------------- | ----------------- | -------- |
| Ruud Kuijten | Férfi egyes | erőnyerő          | Kenneth Jonassen (DEN) · 8–15, 5–15 | kiesett           | kiesett           | kiesett           | kiesett           | 17.      |

## Torna
Női
| Versenyző      | Versenyszám      | Selejtező | Selejtező | Döntő    | Döntő    |
| Versenyző      | Versenyszám      | Pontszám  | Helyezés  | Pontszám | Helyezés |
| -------------- | ---------------- | --------- | --------- | -------- | -------- |
| Sigrid Persoon | Talaj            | 9,062     | 53.       | kiesett  | kiesett  |
| Sigrid Persoon | Ugrás            | 9,437     | 17.*      | kiesett  | kiesett  |
| Sigrid Persoon | Felemás korlát   | 9,150     | 63.       | kiesett  | kiesett  |
| Sigrid Persoon | Gerenda          | 8,862     | 67.       | kiesett  | kiesett  |
| Sigrid Persoon | Egyéni összetett | 36,511    | 42.       | kiesett  | kiesett  |

* - egy másik versenyzővel azonos eredményt ért el

## Triatlon
| Versenyző     | Versenyszám | 1,5 km úszás | Depózás 1 | 40 km kerékpározás | Depózás 2     | 10 km futás   | Összesítés    | Összesítés    |               |
| Versenyző     | Versenyszám | Idő          | Idő       | Idő                | Idő           | Idő           | Idő           | Helyezés      |               |
| ------------- | ----------- | ------------ | --------- | ------------------ | ------------- | ------------- | ------------- | ------------- | ------------- |
| Kathleen Smet | Női         | 20:16,68     | 38,00     | 1:06:14,70         | 24,20         | 36:32,40      | 2:04:05,98    | 16.           |               |
| Mieke Suys    | Női         | 20:17,98     | 28,10     | nem teljesítette   | nem ért célba | nem ért célba | nem ért célba | nem ért célba | nem ért célba |

## Úszás
Férfi
| Versenyző       | Versenyszám | Előfutam | Előfutam | Előfutam | Elődöntő | Elődöntő | Elődöntő | Döntő   | Döntő    |
| Versenyző       | Versenyszám | Idő      | Hely.    | Össz.    | Idő      | Hely.    | Össz.    | Idő     | Helyezés |
| --------------- | ----------- | -------- | -------- | -------- | -------- | -------- | -------- | ------- | -------- |
| Thierry Wouters | 50 m gyors  | 23,44    | 7.       | 39.      | kiesett  | kiesett  | kiesett  | kiesett | kiesett  |
| Thierry Wouters | 100 m gyors | 51,07    | 7.       | 32.      | kiesett  | kiesett  | kiesett  | kiesett | kiesett  |

Női
| Versenyző                                                      | Versenyszám            | Előfutam | Előfutam | Előfutam | Elődöntő | Elődöntő | Elődöntő | Döntő   | Döntő    |
| Versenyző                                                      | Versenyszám            | Idő      | Hely.    | Össz.    | Idő      | Hely.    | Össz.    | Idő     | Helyezés |
| -------------------------------------------------------------- | ---------------------- | -------- | -------- | -------- | -------- | -------- | -------- | ------- | -------- |
| Liesbet Dreesen                                                | 50 m gyors             | 26,21    | 3.*      | 28.*     | kiesett  | kiesett  | kiesett  | kiesett | kiesett  |
| Tine Bossuyt                                                   | 100 m gyors            | 58,02    | 7.       | 35.      | kiesett  | kiesett  | kiesett  | kiesett | kiesett  |
| Nina Van Koeckhoven                                            | 200 m gyors            | 2:02,15  | 7.       | 22.      | kiesett  | kiesett  | kiesett  | kiesett | kiesett  |
| Sofie Goffin                                                   | 400 m gyors            | 4:15,93  | 7.       | 20.      |          |          |          | kiesett | kiesett  |
| Tine Bossuyt Liesbet Dreesen Sofie Goffin Nina Van Koeckhoven  | 4 × 100 m gyorsváltó   | 3:46,91  | 6.       | 11.      |          |          |          | kiesett | kiesett  |
| Fabienne Dufour Yseult Gervy Sofie Goffin Nina Van Koeckhoven  | 4 × 200 m gyorsváltó   | 8:12,37  | 7.       | 12.      |          |          |          | kiesett | kiesett  |
| Sofie Wolfs                                                    | 100 m hát              | 1:04,66  | 4.*      | 27.*     | kiesett  | kiesett  | kiesett  | kiesett | kiesett  |
| Brigitte Becue                                                 | 100 m mell             | 1:09,38  | 4.       | 9.       | 1:09,47  | 5.       | 9.       | kiesett | kiesett  |
| Brigitte Becue                                                 | 200 m mell             | 2:31,27  | 6.       | 21.      | kiesett  | kiesett  | kiesett  | kiesett | kiesett  |
| Fabienne Dufour                                                | 100 m pillangó         | 1:01,15  | 3.*      | 23.*     | kiesett  | kiesett  | kiesett  | kiesett | kiesett  |
| Yseult Gervy                                                   | 200 m hát              | 2:16,67  | 6.       | 22.      | kiesett  | kiesett  | kiesett  | kiesett | kiesett  |
| Yseult Gervy                                                   | 200 m vegyes           | 2:16,51  | 5.       | 12.      | 2:17,19  | 7.       | 14.      | kiesett | kiesett  |
| Yseult Gervy                                                   | 400 m vegyes           | 4:48,31  | 6.       | 18.      |          |          |          | kiesett | kiesett  |
| Brigitte Becue Fabienne Dufour Nina Van Koeckhoven Sofie Wolfs | 4 × 100 m vegyes váltó | 4:10,98  | 3.       | 11.      |          |          |          | kiesett | kiesett  |

* - egy másik versenyzővel azonos eredményt ért el

## Vitorlázás
Férfi
| Versenyző           | Versenyszám | Futam | Futam | Futam | Futam | Futam | Futam | Futam | Futam | Futam | Futam | Futam | Pontszám | Helyezés |
| Versenyző           | Versenyszám | 1     | 2     | 3     | 4     | 5     | 6     | 7     | 8     | 9     | 10    | 11    | Pontszám | Helyezés |
| ------------------- | ----------- | ----- | ----- | ----- | ----- | ----- | ----- | ----- | ----- | ----- | ----- | ----- | -------- | -------- |
| Sébastien Godefroid | Finn dingi  | 13    | 3     | 10    | 1     | 14    | (17)  | 5     | 10    | 7     | (19)  | 2     | 65,0     | 7.       |

Női
| Versenyző       | Versenyszám     | Futam | Futam | Futam | Futam | Futam | Futam | Futam | Futam | Futam | Futam | Futam | Pontszám | Helyezés |
| Versenyző       | Versenyszám     | 1     | 2     | 3     | 4     | 5     | 6     | 7     | 8     | 9     | 10    | 11    | Pontszám | Helyezés |
| --------------- | --------------- | ----- | ----- | ----- | ----- | ----- | ----- | ----- | ----- | ----- | ----- | ----- | -------- | -------- |
| Sigrid Rondelez | Szörfvitorlázás | (21)  | 13    | 11    | 19    | 11    | 16    | 17    | (26)  | 12    | 9     | 19    | 127,0    | 16.      |
| Min Dezillie    | Europe          | 8     | 8     | (26)  | 10    | 4     | 4     | 10    | (12)  | 10    | 7     | 7     | 68,0     | 6.       |

Nyílt
| Versenyző         | Versenyszám | Futam | Futam | Futam | Futam | Futam | Futam | Futam | Futam | Futam | Futam | Futam | Pontszám | Helyezés |
| Versenyző         | Versenyszám | 1     | 2     | 3     | 4     | 5     | 6     | 7     | 8     | 9     | 10    | 11    | Pontszám | Helyezés |
| ----------------- | ----------- | ----- | ----- | ----- | ----- | ----- | ----- | ----- | ----- | ----- | ----- | ----- | -------- | -------- |
| Philippe Bergmans | Laser       | 13    | 4     | 24    | 23    | 9     | 19    | (25)  | 17    | (30)  | 6     | 1     | 116,0    | 16.      |